# Bunker Hill Village
Bunker Hill Village es una ciudad ubicada en el condado de Harris en el estado estadounidense de Texas. En el Censo de 2010 tenía una población de 3.633 habitantes y una densidad poblacional de 969,39 personas por km².

## Geografía
Bunker Hill Village se encuentra ubicada en las coordenadas 29°45′53″N 95°31′54″O / 29.76472, -95.53167. Según la Oficina del Censo de los Estados Unidos, Bunker Hill Village tiene una superficie total de 3.75 km², de la cual 3.75 km² corresponden a tierra firme y (0%) 0 km² es agua.

## Demografía
Según el censo de 2010, había 3.633 personas residiendo en Bunker Hill Village. La densidad de población era de 969,39 hab./km². De los 3.633 habitantes, Bunker Hill Village estaba compuesto por el 87.72% blancos, el 0.3% eran afroamericanos, el 0.11% eran amerindios, el 9.74% eran asiáticos, el 0.06% eran isleños del Pacífico, el 0.8% eran de otras razas y el 1.27% pertenecían a dos o más razas. Del total de la población el 5.56% eran hispanos o latinos de cualquier raza.

## Transporte
La Autoridad Metropolitana de Tránsito del Condado de Harris (METRO) gestiona servicios de transporte.

## Educación
El Distrito Escolar Independiente de Spring Branch gestiona escuelas públicas.
La Biblioteca Pública del Condado de Harris gestiona la Biblioteca Sucursal Spring Branch Memorial en Hedwig Village.

## Galería

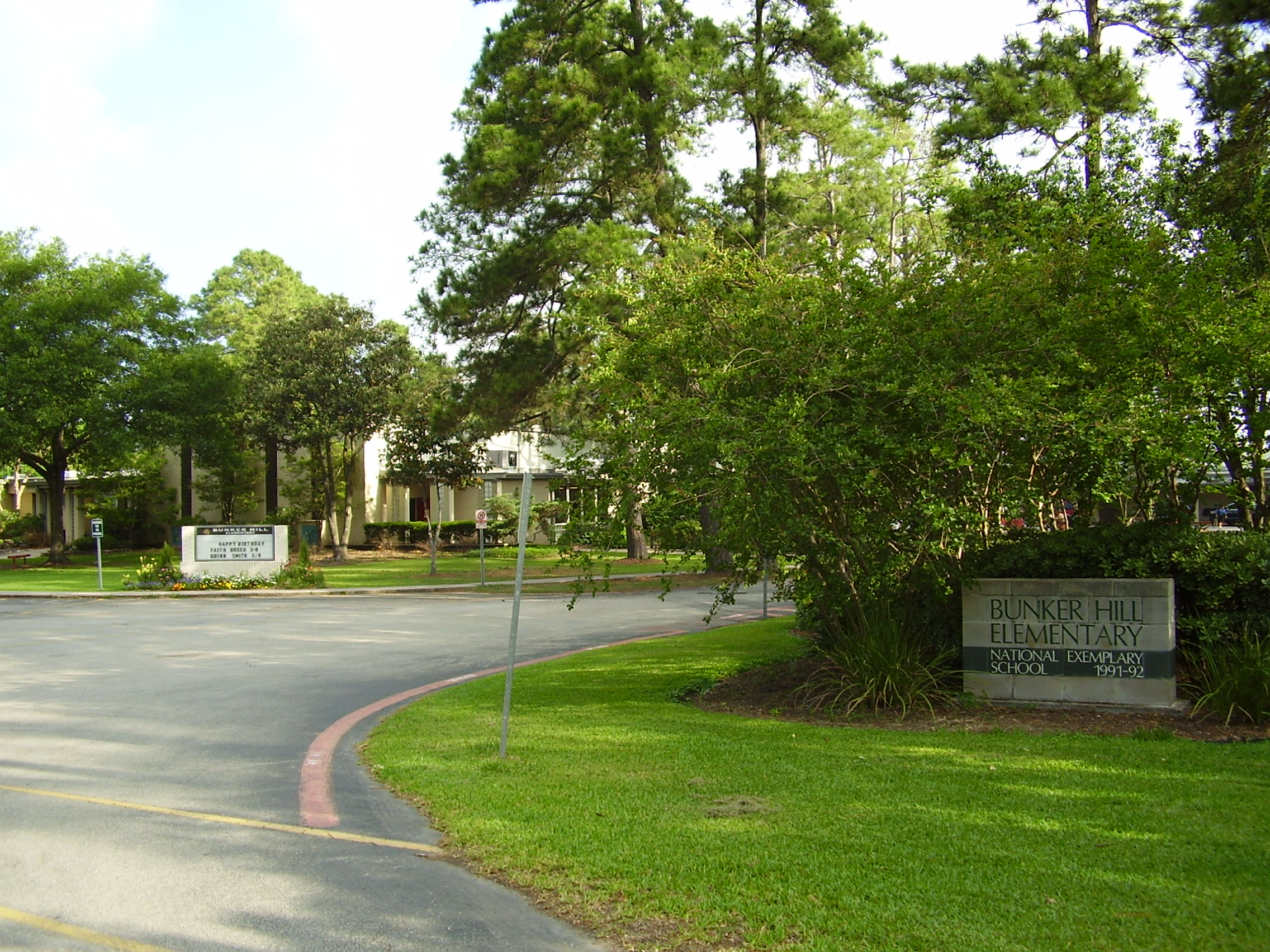
Escuela Primaria Bunker Hill
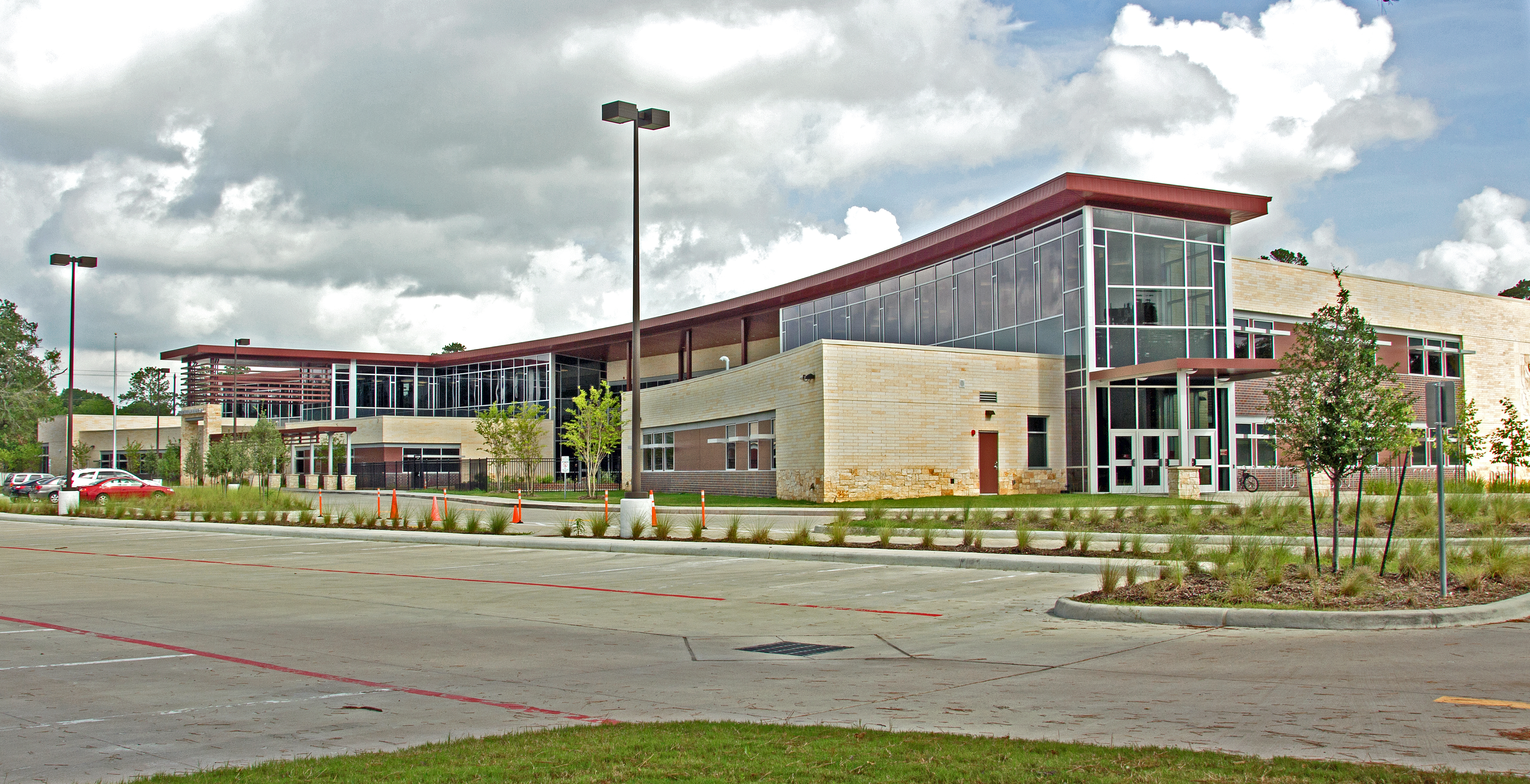
Escuela Primaria Frostwood
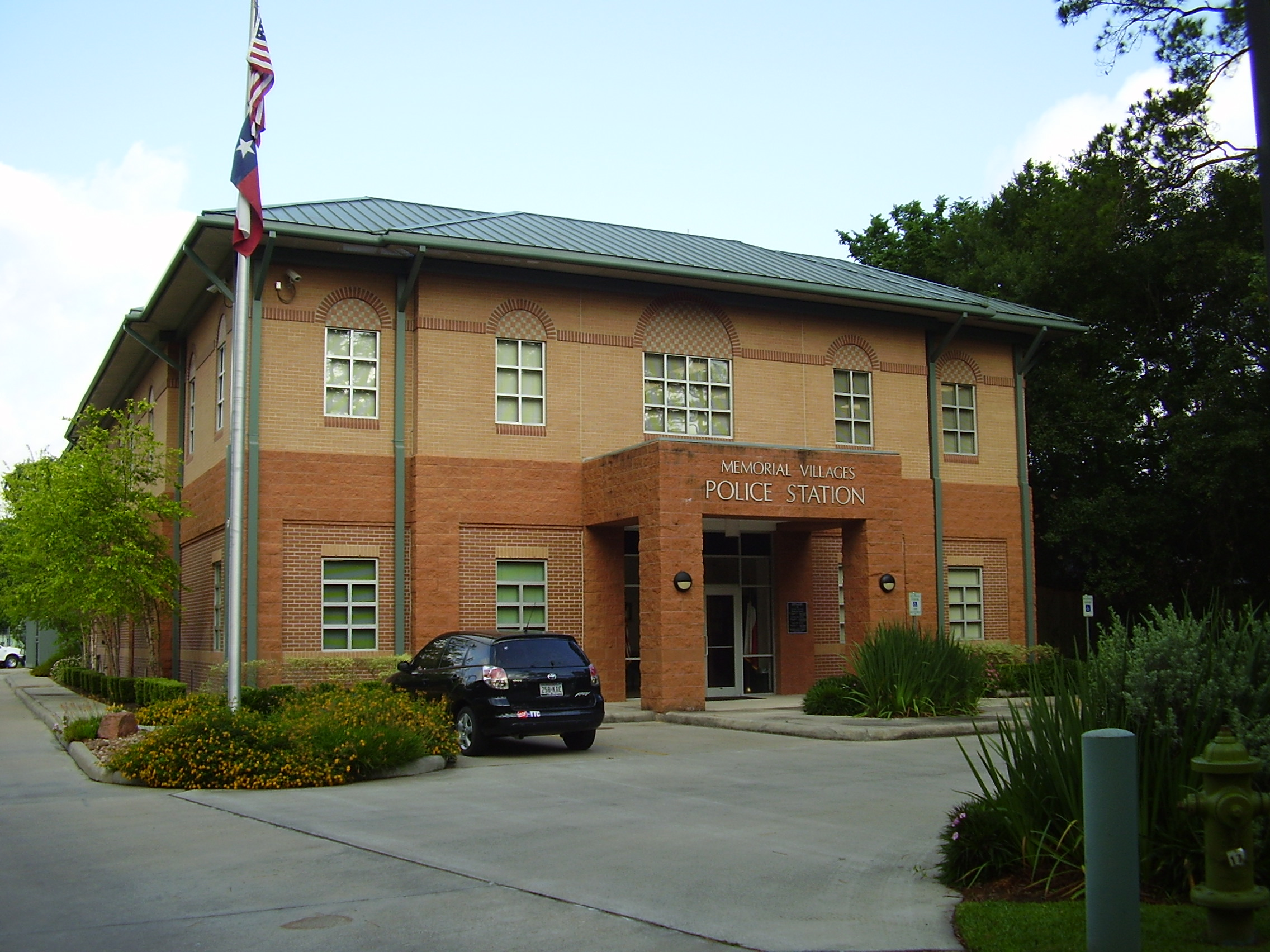
Estación de policía de Memorial Villages en Bunker Hill Village